# Okres Banská Bystrica
Der Okres Banská Bystrica (deutsch Bezirk Neusohl) ist eine Verwaltungseinheit in der Mittelslowakei mit 111.419 Einwohnern (2004) und einer Fläche von 809 km².
Historisch gesehen liegt der Bezirk vollständig im ehemaligen Komitat Sohl (siehe auch Liste der historischen Komitate Ungarns).

## Bevölkerung
| Jahr                | 1994    | 2004    | 2014    | 2024    |
| ------------------- | ------- | ------- | ------- | ------- |
| Anzahl der Personen | 112.520 | 111.419 | 111.018 | 106.604 |
| Unterschied         |         | −0,97 % | −0,35 % | −3,97 % |

| Jahr                | 2023    | 2024    |
| ------------------- | ------- | ------- |
| Anzahl der Personen | 107.199 | 106.604 |
| Unterschied         |         | −0,55 % |

## Städte
- Banská Bystrica (Neusohl)

## Gemeinden
- Badín (Badin)
- Baláže
- Brusno
- Čerín (Tscherin)
- Dolná Mičiná (Niedermitschina)
- Dolný Harmanec (Niederhermanetz)
- Donovaly
- Dúbravica (Dubrawitza)
- Harmanec (Hermanetz)
- Hiadeľ (Hedel)
- Horná Mičiná  (Obermitschina)
- Horné Pršany (Prschen)
- Hrochoť
- Hronsek
- Kordíky
- Králiky
- Kynceľová (Künzelsdorf)
- Lučatín
- Ľubietová (Libethen)
- Malachov (Malachau)
- Medzibrod
- Moštenica
- Motyčky
- Môlča
- Nemce (Nemtze)
- Oravce
- Podkonice
- Pohronský Bukovec
- Poniky (Ponik)
- Povrazník (Seilersdorf)
- Priechod
- Riečka
- Sebedín-Bečov
- Selce
- Slovenská Ľupča (Slowakisch-Liptsch)
- Staré Hory (Altgebirg)
- Strelníky (Scheibe)
- Špania Dolina (Herrengrund)
- Tajov
- Turecká
- Vlkanová

Das Bezirksamt ist in Banská Bystrica.

## Kultur
In dem Artikel Denkmalgeschützte Objekte im Okres Banská Bystrica findet man Informationen über die vom slowakischen Denkmalamt geschützten Objekte im Okres.